# Komitativ
Komitativ er i grammatik en kasus, der udtrykker ledsagelse, følgeskab, der på dansk udtrykkes ved et præpositionsled ('med', 'sammen med').
Komitativ findes i tyrkisk, finsk-ugriske sprog, baskisk, portugisisk og afrikanske agawsprog i gruppen af kushitiske sprog m.fl.
Ordet er afledt af latin comes (ledsager) og cum (med). På nogle sprog bruges komitativ (også) som en instrumentalis, og i dravidiske sprog bruges en kasus sociativ med samme funktion som komitativ.